# Promozione Puglia 1989-1990
Nella stagione 1989-1990 la Promozione era sesto livello del calcio italiano (il massimo livello regionale). Qui vi sono le statistiche relative al campionato in Puglia.
Il campionato è strutturato in vari gironi all'italiana su base regionale, gestiti dai Comitati Regionali di competenza. Promozioni alla categoria superiore e retrocessioni in quella inferiore non erano sempre omogenee; erano quantificate all'inizio del campionato dal Comitato Regionale secondo le direttive stabilite dalla Lega Nazionale Dilettanti, ma flessibili, in relazione al numero delle società retrocesse dal Campionato Interregionale e perciò, a seconda delle varie situazioni regionali, la fine del campionato poteva avere degli spareggi sia di promozione che di retrocessione.

## Girone A

### Squadre partecipanti
| Club                      | Città                      |
| ------------------------- | -------------------------- |
| A.S. Acquaviva            | Acquaviva delle Fonti (BA) |
| G.C. Cerignola            | Cerignola (FG)             |
| S.S. Canosa               | Canosa di Puglia (BA)      |
| A.S. Castellana           | Castellana Grotte (BA)     |
| G.S. Don Uva              | Bisceglie (BA)             |
| U.S. Lucera               | Lucera (FG)                |
| Pol. Mola                 | Mola di Bari (BA)          |
| U.S. Monte Sant'Angelo    | Monte Sant'Angelo (FG)     |
| S.S. Pro Gioia            | Gioia del Colle (BA)       |
| A.S. Palo                 | Palo del Colle (BA)        |
| A.S. Putignano            | Putignano (BA)             |
| U.S. Rutigliano           | Rutigliano (BA)            |
| A.C. San Giovanni Rotondo | San Giovanni Rotondo (FG)  |
| A.S. Santo Spirito        | Bari Santo Spirito         |
| A.S. Terlizzi             | Terlizzi (BA)              |
| A.C. Trinitapoli          | Trinitapoli (FG)           |

### Classifica finale
|  | Pos. | Squadra              | Pt  | G   | V   | N   | P   | GF  | GS  | DR  |
|  | ---- | -------------------- | --- | --- | --- | --- | --- | --- | --- | --- |
|  | 1.   | Terlizzi             | 47  | 30  | 19  | 9   | 2   | 48  | 21  | +27 |
|  | 2.   | Canosa               | 46  | 30  | 20  | 6   | 4   | 48  | 12  | +36 |
|  | 3.   | Cerignola            | 39  | 30  | 16  | 7   | 7   | 38  | 21  | +17 |
|  | 4.   | Lucera               | 36  | 30  | 14  | 8   | 8   | 42  | 22  | +20 |
|  | 5.   | Don Uva Bisceglie    | 33  | 30  | 12  | 9   | 9   | 33  | 30  | +3  |
|  | 6.   | Putignano            | 32  | 30  | 12  | 8   | 10  | 37  | 30  | +7  |
|  | 7.   | Monte Sant'Angelo    | 30  | 30  | 11  | 8   | 11  | 43  | 37  | +6  |
|  | 8.   | Trinitapoli          | 28  | 30  | 10  | 8   | 12  | 28  | 35  | -7  |
|  | 9.   | Castellana           | 26  | 30  | 8   | 10  | 12  | 24  | 33  | -9  |
|  | 10.  | Palo                 | 25  | 30  | 7   | 11  | 12  | 27  | 30  | -3  |
|  | 11.  | San Giovanni Rotondo | 25  | 30  | 10  | 5   | 15  | 37  | 45  | -8  |
|  | 12.  | Acquaviva            | 25  | 30  | 7   | 11  | 12  | 20  | 33  | -13 |
|  | 13.  | Mola                 | 25  | 30  | 8   | 9   | 13  | 22  | 34  | -12 |
|  | 14.  | Santo Spirito        | 24  | 30  | 7   | 10  | 13  | 25  | 38  | -13 |
|  | 15.  | Rutigliano           | 24  | 30  | 5   | 14  | 11  | 18  | 31  | -13 |
|  | 16.  | Pro Gioia            | 15  | 30  | 2   | 11  | 17  | 20  | 58  | -38 |
|  |      |                      | 480 | 480 | 168 | 144 | 168 | 509 | 509 | 0   |

Legenda:

         Promosso nel Campionato Interregionale 1990-1991.
         Retrocesso in Prima Categoria 1990-1991.
 Retrocessione diretta.
Note:
Due punti a vittoria, uno a pareggio, zero a sconfitta.
Il Cerignola e il Putignano sono poi stati ripescati in Interregionale.

## Girone B

### Squadre partecipanti
| Club                               | Città                      |
| ---------------------------------- | -------------------------- |
| A.S. Aradeo                        | Aradeo (LE)                |
| Pol. Carovigno                     | Carovigno (BR)             |
| A.C. Copertino                     | Copertino (Le)             |
| A.C. Juventus Club Parola Carmiano | Carmiano (LE)              |
| A.S. Leporano                      | Leporano (LE)              |
| U.S. Lorenzo Mariano               | Scorrano (LE)              |
| U.S. Mesagne                       | Mesagne (BR)               |
| Nuova Nardò Calcio                 | Nardò (LE)                 |
| U.S. Novoli                        | Novoli (LE)                |
| U.S. Real Stella Jonica            | San Giorgio Jonico (TA)    |
| Pol. Sambiagese                    | Galatina (LE)              |
| U.S. San Vito                      | San Vito dei Normanni (BR) |
| U.S. Sava                          | Sava (TA)                  |
| U.S. Squinzano                     | Squinzano (LE)             |
| A.S. Tuglie                        | Tuglie (LE)                |
| A.S. Veglie                        | Veglie (LE)                |

### Classifica finale
|  | Pos. | Squadra            | Pt  | G   | V   | N   | P   | GF  | GS  | DR  |
|  | ---- | ------------------ | --- | --- | --- | --- | --- | --- | --- | --- |
|  | 1.   | Leporano           | 48  | 30  | 18  | 12  | 0   | 38  | 14  | +24 |
|  | 2.   | Squinzano          | 48  | 30  | 19  | 10  | 1   | 39  | 12  | +27 |
|  | 3.   | Real Stella Jonica | 44  | 30  | 18  | 8   | 4   | 67  | 18  | +49 |
|  | 4.   | Tuglie             | 35  | 30  | 15  | 5   | 10  | 50  | 32  | +18 |
|  | 5.   | Nardò              | 32  | 30  | 11  | 10  | 9   | 25  | 19  | +6  |
|  | 6.   | Carovigno          | 34  | 30  | 13  | 8   | 9   | 43  | 26  | +17 |
|  | 7.   | Parola Carmiano    | 31  | 30  | 12  | 7   | 11  | 31  | 29  | +2  |
|  | 8.   | Mesagne            | 31  | 30  | 12  | 7   | 11  | 30  | 30  | 0   |
|  | 9.   | Pol. Sambiagese    | 30  | 30  | 11  | 8   | 11  | 33  | 22  | +11 |
|  | 10.  | Novoli             | 29  | 30  | 9   | 11  | 10  | 27  | 26  | +1  |
|  | 11.  | Copertino          | 27  | 30  | 8   | 11  | 11  | 33  | 50  | -17 |
|  | 12.  | Sava               | 22  | 30  | 7   | 8   | 15  | 23  | 46  | -23 |
|  | 13.  | Lorenzo Mariano    | 21  | 30  | 6   | 9   | 15  | 19  | 36  | -17 |
|  | 14.  | Aradeo             | 17  | 30  | 5   | 7   | 18  | 15  | 47  | -32 |
|  | 15.  | San Vito Normanni  | 17  | 30  | 5   | 7   | 18  | 20  | 47  | -27 |
|  | 16.  | Veglie             | 14  | 30  | 3   | 8   | 19  | 10  | 49  | -39 |
|  |      |                    | 478 | 478 | 171 | 136 | 171 | 501 | 501 | 0   |

Legenda:

         Promosso nel Campionato Interregionale 1990-1991.
         Retrocesso in Prima Categoria 1990-1991.
Note:
Due punti a vittoria, uno a pareggio, zero a sconfitta.
Il Leporano è stato promosso in Interregionale dopo spareggio con l'ex aequo Squinzano.

### Risultati

#### Spareggio promozione
|          | Risultati       |           | Luogo e data                        |
| -------- | --------------- | --------- | ----------------------------------- |
| Leporano | 0 - 0 (5-4 dtr) | Squinzano | Francavilla Fontana, 13 maggio 1990 |
|          |                 |           |                                     |